# Revolver (chanson de Madonna)
Cet article concerne la chanson de Madonna. Pour la chanson d'Aya Kamiki, voir Revolver.
Pour les articles homonymes, voir Revolver (homonymie).
Singles de Madonna
Celebration
(2009) Give Me All Your Luvin'
(2012)
Singles par Lil Wayne
4 My Town (Play Ball)
(2009) Drop the World
(2009)
Pistes de Celebration
Justify My Love
(17)
Revolver est le deuxième extrait de la troisième compilation de Madonna, Celebration écrit par Madonna, Carlos Battey, Steven Battey, Lil Wayne, Justin Franks et Brandon Kitchen et produite par Madonna et DJ Franck E. Le single est sorti dans le monde entier le 29 décembre 2009 (le 14 décembre au Royaume-Uni) sur les plates-formes de téléchargement légal mais ne bénéficie ni de support physique, ni de clip-vidéo.
La pochette est une nouvelle déclinaison de celle issue de la compilation Celebration créée par l'artiste français Mr. Brainwash. 
Revolver est également le dernier single que Madonna sort chez Warner Bros Records et par la même occasion le dernier de la décennie.

## Classement par pays
"Revolver" est sorti en 2 versions distinctes :
- La version remixé par David Guetta est la version diffusée en Europe et Australie, Nouvelle-Zélande
- La version remixée par David Guetta en featuring avec Lil Wayne est la version diffusée aux États-Unis et reste du monde.

Madonna vs. David Guetta One Love Remix
| Pays              | Meilleure position |
| ----------------- | ------------------ |
| France            | 25                 |
| Finlande          | 6                  |
| Belgique Wallonie | 12                 |
| Italie            | 16                 |
| Belgique Flandre  | 21                 |
| Danemark          | 30                 |
| Espagne           | 39                 |
| France Club 40    | 12                 |

Madonna vs. David Guetta One Love Remix (Feat. Lil Wayne)
| Pays           | Meilleure position |
| -------------- | ------------------ |
| Finlande       | 19                 |
| Irlande        | 41                 |
| Canada         | 47                 |
| France Club 40 | 67                 |

## Versions
1. Album Version (3:40)
2. Madonna vs. David Guetta One Love Club Remix (4:31)
3. Madonna vs. David Guetta One Love Remix (2:59)
4. Madonna vs. David Guetta One Love Remix (Feat. Lil Wayne) (3:16)
5. Paul Van Dyk Dub (8:35)
6. Paul Van Dyk Remix (8:35)
7. Tracy Young's Shoot To Kill Remix (9:25)